# Timorichthys disjunctus
Timorichthys disjunctus — вид ошибнеподібних риб родини Bythitidae. Це морський батидемерсальний вид, зустрічається у Тиморському морі на глибині до 400 м. Досліджений екземпляр був 3,9 см завдовжки.